# Béru contre San-Antonio
Béru contre San-Antonio est un roman publié en septembre 1967 par Frédéric Dard sous le nom de plume de San-Antonio, il est le 65e de la série policière San-Antonio.
Chez l’éditeur Fleuve noir, il porte d’abord le numéro 613 de la collection « Spécial Police », puis en 1974 le numéro 31 de la collection « San-Antonio ».

## Couverture
- 1re édition de 1967 : illustration de Michel Gourdon
- 2e édition de 1974 : illustration Photo
- 3e édition de 1982 : illustration Photo
- 4e édition de 1990 : illustration de Georges Wolinski
- 5e édition de 1996 : illustration de Marc Demoulin
- 6e édition de 2007 : illustration de François Boucq
- 7e édition de 2016 : illustration

## Résumé
Le commissaire San-Antonio et Bérurier arrivent chacun de leur côté à Rio de Janeiro pour enquêter sur la disparition de Martial Vosgien, ennemi politique du gouvernement français.

San-Antonio qui enquête à titre officieux en a profité pour emmener en vacances sa chère mère Félicie. Bérurier envoyé en mission par le Vieux a manigancé pour se faire accompagner par Fernande sa nouvelle conquête fraîchement débarquée de Saint-Locdu.

Leur enquête va les amener à découvrir la misère du Brésil et trouvera son dénouement dans une favela.

## Personnages
- Le commissaire San-Antonio.
- L'inspecteur Alexandre-Benoît Bérurier.
- Félicie, la mère du commissaire San-Antonio.
- Martial Vosgien et sa fille Carole Vosgien.
- Fernande.

## Lieux de l'aventure
Les événements se produisent à Paris puis à Rio de Janeiro dans le Copacabana Palace.

## Figure de style
La comparaison :
- « Sa rosette étincelle comme le cataphote d'une bicyclette dans le faisceau des phares d'une voiture... »[1]

L’accumulation :
- « Les clients itou radinent, se demandant, en anglais, portugais, espagnol, allemand, italien, français, néerlandais, suisse, russe, hongrois, monégasque, arabe hindoustani, chinois, japonais, congolais, guyanais, finnois et en aparté ce qui se passe. »[2]

L'expression métaphorique :
- « Vingt huit ans et toutes ses chailles. Une petite merveille. Son capot avant est long comme çui d'une Jag et sa malle arrière arrondie comme celle d'une Honda. (Qui veut dire qu'elle a de beaux seins et de jolies fesses.) »[3]

La paronomase :
- « Le Vieux en a des frémissements dans la voie, il s'humilie, s'humidifie, s'humanise... »[4]
- « Ça vocifère, ça gronde, ça grogne, ça rogne, ça cogne avec fureur. »[5]

Les néologismes :
- apalièrer : qui débouche sur le palier ; « Je gravis quatre vingt-douze degré et j'apalière l'endroit prévu. »[6]

Le calembour :
- « ...tu juges que saucisson des manières ? »[7]
- « Je me conserve intact, les gars, fraise et dix pots pour un éventuel grand jour... »[8]